# لوئیس بیکر (بازیکن فوتبال)
لوئیس رنارد بیکر (هلندی: Lewis Renard Baker؛ زادهٔ ۲۵ آوریل ۱۹۹۵) بازیکن فوتبال اهل انگلستان است. او در باشگاه فوتبال چلسی و تیم ملی فوتبال زیر ۲۱ سال انگلستان در خط میانی بازی می‌کند.

## باشگاهی
از باشگاه‌هایی که در آن بازی کرده‌است می‌توان به چلسی، شفیلد ونزدی، میلتون کینز دونز، ویتس، و میدلزبرو اشاره کرد. او